# Resolutie 1185 Veiligheidsraad Verenigde Naties
Resolutie 1185 van de Veiligheidsraad van de Verenigde Naties werd unaniem door de VN-Veiligheidsraad aangenomen op 20 juli 1998.

## Achtergrond
Begin jaren 1970 ontstond een conflict tussen Spanje, Marokko, Mauritanië en de Westelijke Sahara zelf over de Westelijke Sahara dat tot dan in Spaanse handen was. Marokko legitimeerde zijn aanspraak op basis van historische banden met het gebied. Nadat Spanje het gebied had opgegeven bezette Marokko er twee derde van. Het land is nog steeds in conflict met Polisario, dat met steun van Algerije de onafhankelijkheid blijft nastreven. Begin jaren 1990 kwam er een plan op tafel om de bevolking van de Westelijke Sahara via een volksraadpleging zelf te laten beslissen over de toekomst van het land. Het was de taak van de VN-missie MINURSO om dat referendum op touw te zetten. Het plan strandde later echter door aanhoudende onenigheid tussen de beide partijen waardoor ook de missie nog steeds ter plaatse is.

## Inhoud

### Waarnemingen
De VN-missie MINURSO werkte in de Westelijke Sahara aan het VN-plan dat ook een volksraadpleging over zelfbeschikking inhield. Een identificatiecommissie identificeerde daarvoor de stemgerechtigden.

### Handelingen
Het mandaat van MINURSO werd verlengd tot 21 september om het identificatieproces af te kunnen ronden.
De twee partijen (Marokko en Polisario) werden opgeroepen hieraan mee te werken. Verder waren nog technische eenheden nodig voor de ontmijning en ondersteunend personeel voor de inzet van militairen. De Veiligheidsraad zou nog instemmen met bijkomende militairen en politie voor MINURSO zodra deze nodig waren. Verder vroeg de Raad dat snel een status of forces-akkoord zou worden afgesloten voor die militairen en de ontmijners. Ook vroeg de Raad dat de beperkingen op MINURSO-vliegtuigen werden opgeheven.

## Verwante resoluties
- Resolutie 1148 Veiligheidsraad Verenigde Naties
- Resolutie 1163 Veiligheidsraad Verenigde Naties
- Resolutie 1198 Veiligheidsraad Verenigde Naties
- Resolutie 1204 Veiligheidsraad Verenigde Naties

Lijst ·  1147 ·  1148 ·  1149 ·  1150 ·  1151 ·  1152 ·  1153 ·  1154 ·  1155 ·  1156 ·  1157 ·  1158 ·  1159 ·  1160 ·  1161 ·  1162 ·  1163 ·  1164 ·  1165 ·  1166 ·  1167 ·  1168 ·  1169 ·  1170 ·  1171 ·  1172 ·  1173 ·  1174 ·  1175 ·  1176 ·  1177 ·  1178 ·  1179 ·  1180 ·  1181 ·  1182 ·  1183 ·  1184 ·  1185 ·  1186 ·  1187 ·  1188 ·  1189 ·  1190 ·  1191 ·  1192 ·  1193 ·  1194 ·  1195 ·  1196 ·  1197 ·  1198 ·  1199 ·  1200 ·  1201 ·  1202 ·  1203 ·  1204 ·  1205 ·  1206 ·  1207 ·  1208 ·  1209 ·  1210 ·  1211 ·  1212 ·  1213 ·  1214 ·  1215 ·  1216 ·  1217 ·  1218 ·  1219